# (25604) Karlin
(25604) Karlin (2000 AM6) – planetoida z pasa głównego asteroid okrążająca Słońce w ciągu 4,89 lat w średniej odległości 2,88 j.a. Odkryta 4 stycznia 2000 roku.